# Spiroudome
RTL Spiroudome je aréna v belgickém Charleroi, otevřená 5. dubna 1992 a rozšířená o deset let později. Kapacita činí 6 300 míst, z toho 5 440 je volných, 160 pro lóže a 700 podnikatelských. Uskutečňují se v ní různé sportovní události. V letech 2004–2008 hostila finále basketbalového poháru ULEB Cup.
Belgický daviscupový a fedcupový tým zde také hraje mezistátní tenisová utkání. Ve finále Fed Cupu 2006 Belgičanky podlehly Itálii 2:3 na zápasy. Belgičtí hráči přivítali v prvním kole Davis Cupu 2011 Španělsko s Rafaelem Nadalem v sestavě. Domácí tým prohrál 1:4 na zápasy. Ženy pak odešly poraženy ze semifinále Fed Cupu 2011 proti České republice.
Aréna je domovskou halou basketbalového klubu Spirou BC Charleroi.

## Finálové zápasy ULEB Cupu
- 13. dubna 2004:  Hapoel Jerusalem –  Real Madrid 83:72
- 19. dubna 2005:  BC Lietuvos Rytas –  Makedonikos 78:74
- 10. dubna 2006:  MBK Dynamo Moskau –  Aris Thessaloniki 73:60
- 11. dubna 2007:  Real Madrid –  BC Lietuvos Rytas 87:75